# Liste der Abgeordneten zum Tiroler Landtag (V. Gesetzgebungsperiode)
Diese Liste der Abgeordneten zum Tiroler Landtag (V. Gesetzgebungsperiode) listet alle Abgeordneten zum Tiroler Landtag in der V. Gesetzgebungsperiode vom 7. November 1961 bis zum 2. November 1965 auf. Nach der Landtagswahl 1961 stellte die Österreichische Volkspartei (ÖVP) wie bereits in der abgelaufenen Periode 23 Abgeordnete. Des Weiteren waren im Landtag ebenfalls in unveränderter Stärke die Sozialistische Partei Österreichs (SPÖ) mit elf Abgeordneten und die Freiheitliche Partei Österreichs (FPÖ) mit zwei Mandataren vertreten.
Nach der Angelobung der Abgeordneten am 7. November 1961 wählten die Landtagsabgeordneten die Mitglieder der Landesregierung Tschiggfrey II, der am 13. Juli 1963 die Landesregierung Wallnöfer I nachfolgte. Die Gesetzgebungsperiode endete mit der Angelobung der Abgeordneten der VI. Legislaturperiode am 2. November 1965.

## Funktionen

### Landtagspräsidenten
Zum Landtagspräsidenten wurde in der konstituierenden Sitzung der ÖVP-Politiker Johann Obermoser wiedergewählt, der 35 von 36 abgegebenen Stimmen (ein weiterer war leer abgegeben worden) erhielt. Ebenfalls wiedergewählt wurde in das Amt des 1. Vizepräsidenten Karl Erlacher (ÖVP), der 33 von 36 Stimmen auf sich vereinen konnte, wobei drei Stimmzettel leer geblieben waren. Als neuer 2. Vizepräsident wurde Josef Rimml (SPÖ) gewählt, der dasselbe Wahlergebnis wie Erlacher erreichen konnte.

### Klubobmänner
Nach der Angelobung der Abgeordneten bildeten die Mandatare der ÖVP den ÖVP-Landtagsklub, wobei Johann Obermoser erneut zum Klubobmann und Alois Lugger wieder zu seinem Stellvertreter gewählt wurde. Als zusätzlicher Stellvertreter Obermosers kam in der V. Gesetzgebungsperiode der Abgeordnete Robert Lackner hinzu. Die Landtagsabgeordnete der SPÖ wählten Anton Wieser zum Klubobmann, sein Stellvertreter war Christian Horngacher. Auf Grund der geringen Mandatszahl konnten die beiden Abgeordneten der FPÖ keinen Klub bilden und verfügten somit auch nicht über einen Klubobmann.

### Landtagsabgeordnete
| Name                 | Partei | Wahlkreis       | Anmerkung                                                            |
| -------------------- | ------ | --------------- | -------------------------------------------------------------------- |
| Astner Johann        | ÖVP    | Nord            |                                                                      |
| Berktold Erich       | ÖVP    | West            |                                                                      |
| Blassnig Jakob       | ÖVP    | Ost             |                                                                      |
| Breitenberger Hans   | ÖVP    | Mitte           | ab dem 17. Dezember 1962 für Herbert Guglberger                      |
| Draxl Rudolf         | ÖVP    | West            |                                                                      |
| Erlacher Karl        | ÖVP    | Nord            |                                                                      |
| Falkner Valentin     | ÖVP    | West            | ab dem 13. Juli 1963 für Franz Tschiggfrey                           |
| Gamper Hans          | ÖVP    | Innsbruck-Stadt | Mandatsverzicht nach Wahl in die Landesregierung am 7. November 1961 |
| Guglberger Herbert   | ÖVP    | Mitte           | bis 17. Dezember 1962                                                |
| Horngacher Christian | SPÖ    | Nord            |                                                                      |
| Idl Andrä            | SPÖ    | Restmandat      |                                                                      |
| Jungwirth Hans       | SPÖ    | Mitte           | bis 17. Dezember 1962                                                |
| Kaiser Ferdinand     | SPÖ    | Innsbruck-Stadt |                                                                      |
| Kerber Josef         | ÖVP    | West            |                                                                      |
| Kienesberger Alfred  | SPÖ    | Mitte           | ab dem 17. Dezember 1962 für Hans Jungwirth                          |
| Kunst Karl           | SPÖ    | Innsbruck-Stadt |                                                                      |
| Lackner Robert       | ÖVP    | Innsbruck-Stadt |                                                                      |
| Lugger Alois         | ÖVP    | Innsbruck-Stadt |                                                                      |
| Mader Heinz          | FPÖ    | Innsbruck-Stadt |                                                                      |
| Manzl Leonhard       | ÖVP    | Restmandat      |                                                                      |
| Mayr Josef Anton     | ÖVP    | Innsbruck-Stadt |                                                                      |
| Meirer Michael       | ÖVP    | Ost             |                                                                      |
| Moser Alfons         | ÖVP    | Nord            |                                                                      |
| Oberlechner Hans     | SPÖ    | Mitte           |                                                                      |
| Obermoser Johann     | ÖVP    | Nord            |                                                                      |
| Plattner Maximilian  | ÖVP    | Mitte           |                                                                      |
| Rimml Josef          | ÖVP    | West            |                                                                      |
| Schwaiger Rudolf     | ÖVP    | Mitte           |                                                                      |
| Schweiger Johann     | ÖVP    | Mitte           |                                                                      |
| Spenglinger Georg    | SPÖ    | Nord            |                                                                      |
| Thoman Josef         | ÖVP    | Innsbruck-Stadt | am 7. November 1961 für Hans Gamper angelobt                         |
| Troppmair Adolf      | ÖVP    | Mitte           |                                                                      |
| Tschiggfrey Franz    | ÖVP    | West            | bis 30. Juni 1963                                                    |
| Unterweger Reinhold  | ÖVP    | Ost             |                                                                      |
| Wahrstötter Rudolf   | SPÖ    | Nord            |                                                                      |
| Wallnöfer Eduard     | ÖVP    | West            |                                                                      |
| Weber Franz          | ÖVP    | Mitte           |                                                                      |
| Wendling Otto        | FPÖ    | Restmandat      |                                                                      |
| Wieser Anton         | SPÖ    | Mitte           |                                                                      |
| Zechtl Rupert        | SPÖ    | Innsbruck-Stadt |                                                                      |